# Ауреобазидиум почкующийся
Ауреобази́диум почку́ющийся (лат. Aureobasídium púllulans) — вид грибов, относящийся к порядку Дотидеевые (Dothideales).
Тёмноокрашенный гриб, образующий дрожжеподобные почкующиеся конидии.
Используется в биотехнологии для синтеза пуллулана.

## Описание
Вегетативные гифы 2—10 (12) мкм толщиной, гиалиновые. Отдельные клетки преобразуются в округлые чёрно-коричневые толстостенные бластоспоры и хламидоспоры. Растущие гифы неправильно дихотомически ветвящиеся. Конидиеносцы не выражены, фиалиды морфологически сходны с остальными клетками гиф, образуются интеркалярно в виде небольших бугорков на гифах толщиной 5—8 мкм. Конидии дрожжеподобные: первичные образуются на фиалидах, вторичные отпочковываются от первичных. Конидии неокрашенные или бледные, одноклеточные, разнообразных формы и размера, первичные достигают 10—16×3—6 мкм, вторичные мельче — 7—10×4—5 мкм. Некоторые конидии образуются эндогенно.
Колонии на агаре Чапека с дрожжевым экстрактом (CYA) и агаре с солодовым экстрактом (MEA) 25—35 мм в диаметре, низкие, слизистые, сначала беловатые, затем розоватые и серо-коричневые до почти чёрных, вскоре покрытые слизистым экссудатом. Колонии на 25%-но-глицериново-нитратном агаре (G25N) 10—12 мм в диаметре. При +5 °C образуются микроколонии не более 3 мм в диаметре. Приводятся данные о наличии роста у культур при температурах от +2 до +35 °C. Температурный оптимум — +25 °C. При +37 °C рост отсутствует. Возможно, некоторые штаммы способны расти при температурах до −5 °C.
Согласно молекулярно-филогенетическим данным, изоляты Aureobasidium pullulans из разных регионов образуют однородную близкую группу, что позволяет предположить полное отсутствие у гриба полового размножения.

## Ареал и экология
Повсеместно распространённый гриб-сапротроф. Встречается на самых разнообразных влажных гниющих субстратах, в почве, на листьях растений и внутри них, редко — на пищевых продуктах.

## Значение
Aureobasidium pullulans — природный источник полисахарида пуллулана. Синтезирует пуллулан только при избытке подходящего источника углерода.

## Синонимы
Гомотипные:
- Anthostomella pullulans (de Bary & Löwenthal) F.T.Benn., 1928
- Cladosporium pullulans (de Bary & Löwenthal) Sacc. & Trotter, 1913
- Dematium pullulans de Bary & Löwenthal, 1884basionym
- Hormonema pullulans (de Bary & Löwenthal) Lagerb. & Melin ex Robak, 1932
- Pullularia pullulans (de Bary & Löwenthal) Berkhout, 1923

Гетеротипные:
- Aureobasidium vitis Viala & G.Boyer, 1891typus
- Aureobasis vitis (Viala & G.Boyer) Clem. & Shear, 1931
- Chrysobasidium vitis (Viala & G.Boyer) Clem., 1909
- Exobasidium vitis (Viala & G.Boyer) Prill. & Delacr., 1894

и другие.